# Comtés de l'État de l'Ohio
L'État américain de l’Ohio est divisé en 88 comtés (counties).
26 comtés portent un nom unique, tandis que chacun des 62 autres a un ou plusieurs homonymes dans d'autres États de l'Union ou, dans un cas, en Écosse.
11 villes sièges de comtés portent un nom unique.

## Liste des comtés
Nom des comtés avec indication, entre parenthèses, du siège du comté. Les comtés ayant un nom unique sont suivis du symbole °, de même que les sièges de comtés ayant un nom unique.
| - Adams (West Union) - Allen (Lima) - Ashland (Ashland) - Ashtabula ° (Jefferson) - Athens (Athens) - Auglaize ° (Wapakoneta) ° - Belmont ° (Saint Clairsville) - Brown (Georgetown) - Butler (Hamilton) - Carroll (Carrollton) - Champaign (Urbana) - Clark (Springfield) - Clermont (Batavia) - Clinton (Wilmington) - Columbiana ° (Lisbon) - Coshocton ° (Coshocton) ° - Crawford (Bucyrus) - Cuyahoga ° (Cleveland) - Darke ° (Greenville) - Defiance ° (Defiance) - Delaware (Delaware) - Erie (Sandusky) - Fairfield (Lancaster) - Fayette (Washington Court House) ° - Franklin (Columbus) - Fulton (Wauseon) ° - Gallia ° (Gallipolis) ° - Geauga ° (Chardon) - Greene (Xenia) - Guernsey ° (Cambridge) | - Hamilton (Cincinnati) - Hancock (Findlay) - Hardin (Kenton) - Harrison (Cadiz) - Henry (Napoleon) - Highland (Hillsboro) - Hocking ° (Logan) - Holmes (Millersburg) - Huron (Norwalk) - Jackson (Jackson) - Jefferson (Steubenville) ° - Knox (Mount Vernon) - Lake (Painesville) ° - Lawrence (Ironton) - Licking ° (Newark) - Logan (Bellefontaine) - Lorain ° (Elyria) - Lucas (Toledo) - Madison (London) - Mahoning ° (Youngstown) - Marion (Marion) - Medina (Medina) - Meigs (Pomeroy) - Mercer (Celina) - Miami (Troy) - Monroe (Woodsfield) ° - Montgomery (Dayton) - Morgan (McConnelsville) ° - Morrow (Mount Gilead) | - Muskingum ° (Zanesville) - Noble (Caldwell) - Ottawa (Port Clinton) - Paulding (Paulding) - Perry (New Lexington) ° - Pickaway ° (Circleville) - Pike (Waverly) - Portage (Ravenna) - Preble ° (Eaton) - Putnam (Ottawa) - Richland (Mansfield) - Ross (Chillicothe) - Sandusky ° (Fremont) - Scioto ° (Portsmouth) - Seneca (Tiffin) - Shelby (Sidney) - Stark (Canton) - Summit (Akron) - Trumbull ° (Warren) - Tuscarawas (New Philadelphia) - Union (Marysville) - Van Wert ° (Van Wert) - Vinton ° (McArthur) - Warren (Lebanon) - Washington (Marietta) - Wayne (Wooster) - Williams (Bryan) - Wood (Bowling Green) - Wyandot ° (Upper Sandusky) ° |